# Мухсін Іажур
Мухсін Іажур (араб. محسن ياجور, нар. 14 червня 1985, Касабланка) — марокканський футболіст, нападник клубу «Раджа» (Касабланка).
У 2013 році Іажур став першим марокканським і загалом африканським футболістом, який став найкращим бомбардиром Клубного чемпіонату світу, за що отримав бронзовий м'яч турніру, а його команда «Раджа» стала першою африканською командою, що дійшла до фіналу першості, де грала проти чемпіона Європи, «Баварії».

## Клубна кар'єра
У дорослому футболі дебютував 2005 року виступами за команду клубу «Раджа» (Касабланка), в якій провів чотири сезони.
У серпні 2007 року, коли сезон в «Раджі» закінчився, Іажур вирішив переїхати в Швейцарію, де підписав контракт з місцевим клубом «К'яссо». 28 жовтня 2007 року Іажур зіграв перший офіційний матч за новий клуб і загалом за сезон забив 7 голів у 19 матчах другого за рівнем дивізіону країни. Після цього марокканець два сезони грав у вищому дивізіоні Бельгії у клубі «Шарлеруа».
Він повернувся в рідний клуб в 2012 році і за підсумками сезону виграв свій перший чемпіонат Марокко з «Раджею». У 2013 році «Раджа» кваліфікувалась на чемпіонат світу серед клубів 2013 року як чемпіон країни-господарки турніру. 11 грудня 2013 року Іажур забив гол у ворота «Окленд Сіті», «Раджа» виграла з рахунком 2:1. Пізніше в чвертьфіналі його команда перемогла мексиканський «Монтеррей» з рахунком 2:1 і пройшла в півфінал. 18 грудня в півфіналі він забив гол у історичному матчі проти бразильського «Атлетіко Мінейро», в якому африканська команда перемогла з рахунком 3:1. Але в фіналі «Раджа» зазнала поразки від переможця європейської Ліги чемпіонів, «Баварії», з рахунком 2:0. Іажур став одним з найкращих бомбардирів клубного чемпіонату світу 2013 року разом з Даріо Конкою, Сесаром Дельгадо і Роналдінью, крім того, він отримав бронзовий м'яч турніру.

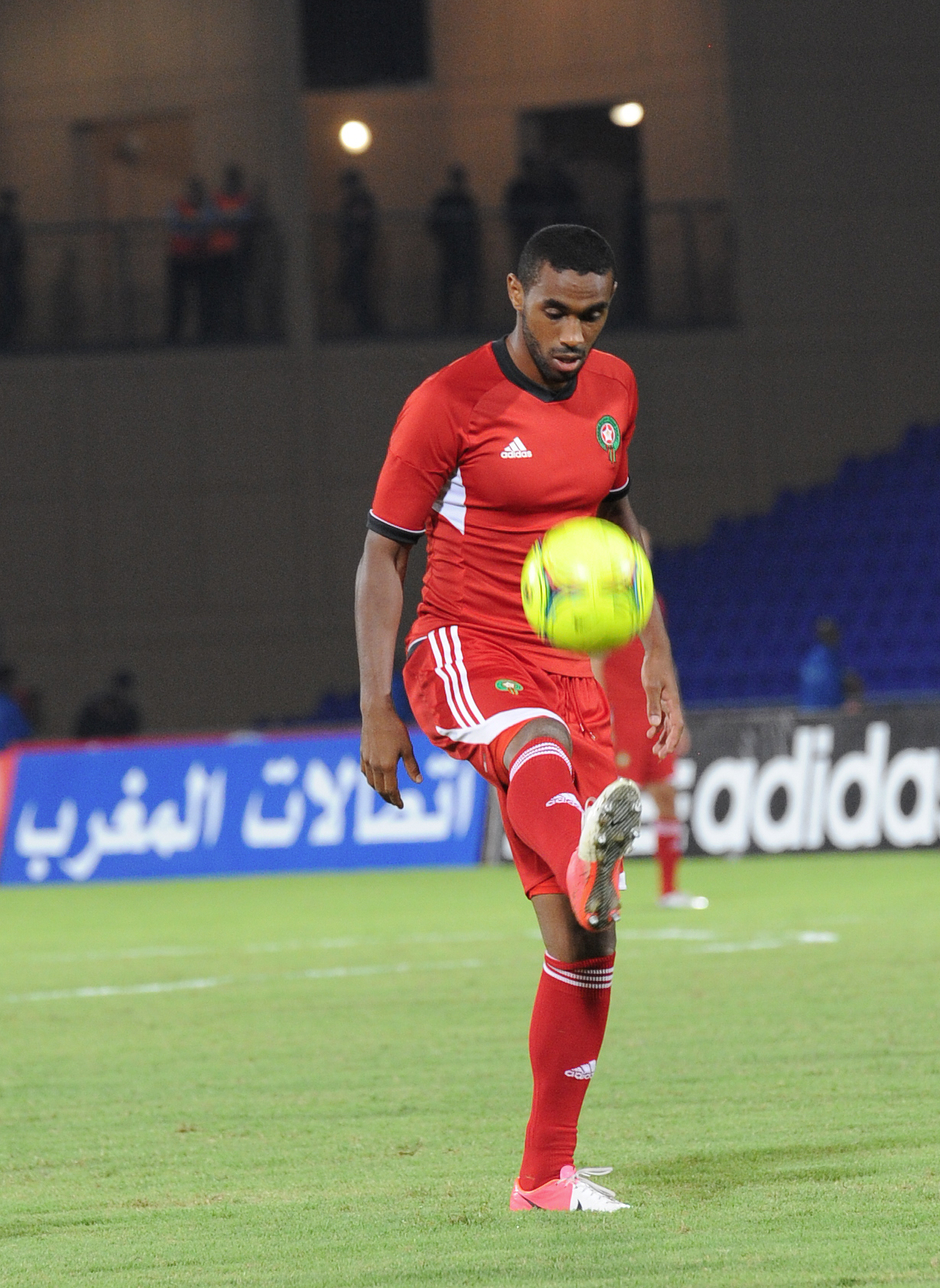
Мухсін Іажур у складі збірної Марокко.

2014 року Іажур перейшов у «Магреб» (Тетуан), з яким зіграв на наступному клубному чемпіонаті 2014 року, але цього разу команда його команда вже в першому ж раунді вилетіла від новозеландського «Окленд Сіті», не забивши жодного голу на турнірі.
2015 року Іажур відправився до Катару, де виступав за клуби «Катар СК», «Аль-Аглі» (Доха) та «Аль-Хор», а в липні 2017 року повернувся в рідну «Раджу» (Касабланка). З нею у сезоні 2017/18, забивши 17 голів у 29 іграх чемпіонату, став найкращим бомбардиром турніру. Станом на 9 січня 2019 року відіграв за клуб з Касабланки 31 матч в національному чемпіонаті.

## Виступи за збірні
Протягом 2003—2005 років залучався до складу молодіжної збірної Марокко і брав участь у молодіжному чемпіонаті світу 2005 року, де Іажур зробив дубль в матчі групового раунду проти Гондурасу (5:0) і забив в 1/8 фіналу на останніх хвилинах єдиний гол у матчі з Японією. Однак в півфіналі Марокко зазнало поразки з рахунком 3:0 від  Нігерії. У матчі за бронзу проти Бразилії Марокко не зміг утримати перемогу, пропустивши в кінцівці гри два голи протягом трьох хвилин і Іажур залишився без медалей. Всього на молодіжному рівні зіграв у 17 офіційних матчах, забив 9 голів.
18 лютого 2004 року дебютував в офіційних матчах у складі національної збірної Марокко в товариському матчі проти Швейцарії (2:1), в якому відразу відзначився голом. Втім надалі тривалий час за збірну не грав, провівши другу гру лише 13 жовтня 2012 року, в матчі відбору на Кубок африканських націй 2013 року проти Мозамбіку (4:0). Але і цього разу після матчу була тривала перерва тривалістю більше року.
Лише у січні 2014 року із «внутрішньою» національною збірною Марокко на Чемпіонат африканських націй 2014 року.. На груповому етапі він допоміг команді виграти групу, забивши у ворота Уганди (3:1). У чвертьфіналі Іажур знову забив, на цей раз Нігерії, але суперник перевів гру в екстра-тайм, де виграв з рахунком 4:3.
В подальшому стабільно грав за збірну до кінця 2015 року, зігравши загалом у складі національної команди 16 ігор, забивши 4 голи.

## Досягнення
- Чемпіон Марокко: 2012/13

### Індивідуальні
- Найкращий бомбардир клубного чемпіонату світу: 2013 (2 голи)
- Володар «Бронзового м'яча ФІФА» клубного чемпіонату світу: 2013
- Найкращий бомбардир чемпіонату Марокко: 2017/18 (17 голів)